# Айзеншнайдер, Пауль
Пауль Айзеншнайдер (нем. Paul Eisenschneider, 5 мая 1901, Фишбах, Биркенфельд — 19 апреля 1944, концлагерь Маутхаузен, Верхняя Австрия или Ebensee concentration camp, Верхняя Австрия) — немецкий коммунист, член Коммунистической партии Германии, участник Движения Сопротивления в Германии в Сааре, Рейнланд-Пфальц и Рурской области.

## Биография
Родился в семье учителей, после окончания начальной школы учился в гимназии Готтенбах в городе Идар-Оберштайн. В 1917 году служил год вольноопределяющимся в Кайзерлихмарине. В 1918 году принял участие в Кильском восстании. В марте 1920 года участвовал в подавлении Капповского путча. Позже выучился на огранщика. Был членом НСДПГ, в 1922 году вступил в КПГ. В 1923 году женился на Элле Корб, дочери своего партийного наставника. В 1927 году стал секретарём окружного комитета КПГ в Фишбах. После обучения в Школе Розы Люксембург в Шёнайхе в 1931 году стал членом окружного комитета партии в Сааре и секретарём подокруга КПГ в городе Биркенфельд (райцентра земли Рейнланд-Пфальц). В 1932 году был выбран депутатом местного Ландтага.
С приходом нацистов к власти в Германии, в конце 1932 года был вынужден переселиться в Саарскую область, на тот момент находящуюся под управлением Лиги Наций. Оттуда он оказывал сопротивление нацистам: организовывал нелегальную перевозку из Саарской области в Рейх газет КПГ «Красное Знамя» и «Молодая Гвардия», а также брошюр и других антифашистских информационно-агитационных материалов.
Чтобы его нейтрализовать, нацистами в Саар была направлена группа штурмовиков СА и членов организации «Стальной шлем», которая 7 марта 1933 года провела налёт на квартиру, где жил Пауль Айзеншнайдер. При обыске в квартире он обнаружен не был, его жену, отказавшуюся сообщить где он, на глазах у дочери налётчики жестоко избили, в результате чего она стала калекой.
Опасаясь вступления Саарской области в состав нацистской Германии, семья была вынуждена бежать в Советский Союз, где Пауль Айзеншнайдер в 1934—1936 годах проходил обучение в Международной ленинской школе в Москве, жена была под присмотром врачей, а дочь направлена в Интердом.
После прохождения обучения по поручению ЦК КПГ направлен в Западное центральное управление КПГ в Амстердаме. Участвовал в организации сопротивления в Рурской области; в Эссене он, воплощая в жизнь решения Брюссельской конференции КПГ, принимал участие в формировании единого фронта с противниками нацистов из социал-демократов и христиан — его задачей было организовать и поддерживать контакты между КПГ, СДПГ и СРП для организации общего политического сопротивления нацистам.
15 сентября 1936 года был арестован в городе Бохум, 24 мая 1937 года «за подготовку к государственной измене с отягчающими обстоятельствами» был приговорён Народной судебной палатой к пожизненному заключению.
До 1943 года содержался в тюрьме города Мюнстер, а затем был отправлен в концлагерь Маутхаузен.
По официальной версии умер 19 апреля 1944 года от сердечного приступа и нарушения кровообращения. Согласно литературным источникам, был убит лейтенантом СС за то, что оказывал помощь другим узникам лагеря.
Его дочь — Эльвира Айзеншнайдер в Москве вступила в Красную Армию, прошла обучение в разведшколе и была заброшена в Германию, где включилась в работу подпольной организации в Пфальце и Рурской области, где её отец до войны организовывал группы сопротивления нацистам. Её судьба с весны 1944 года неизвестна. Согласно литературным источникам, она была арестована в феврале и расстреляна 6 апреля 1944 года в концлагере Заксенхаузент; отец пережил дочь на 13 дней.
Его жена — Элла Айзеншнайдер умерла в Берлине в 1977 году.

## Память

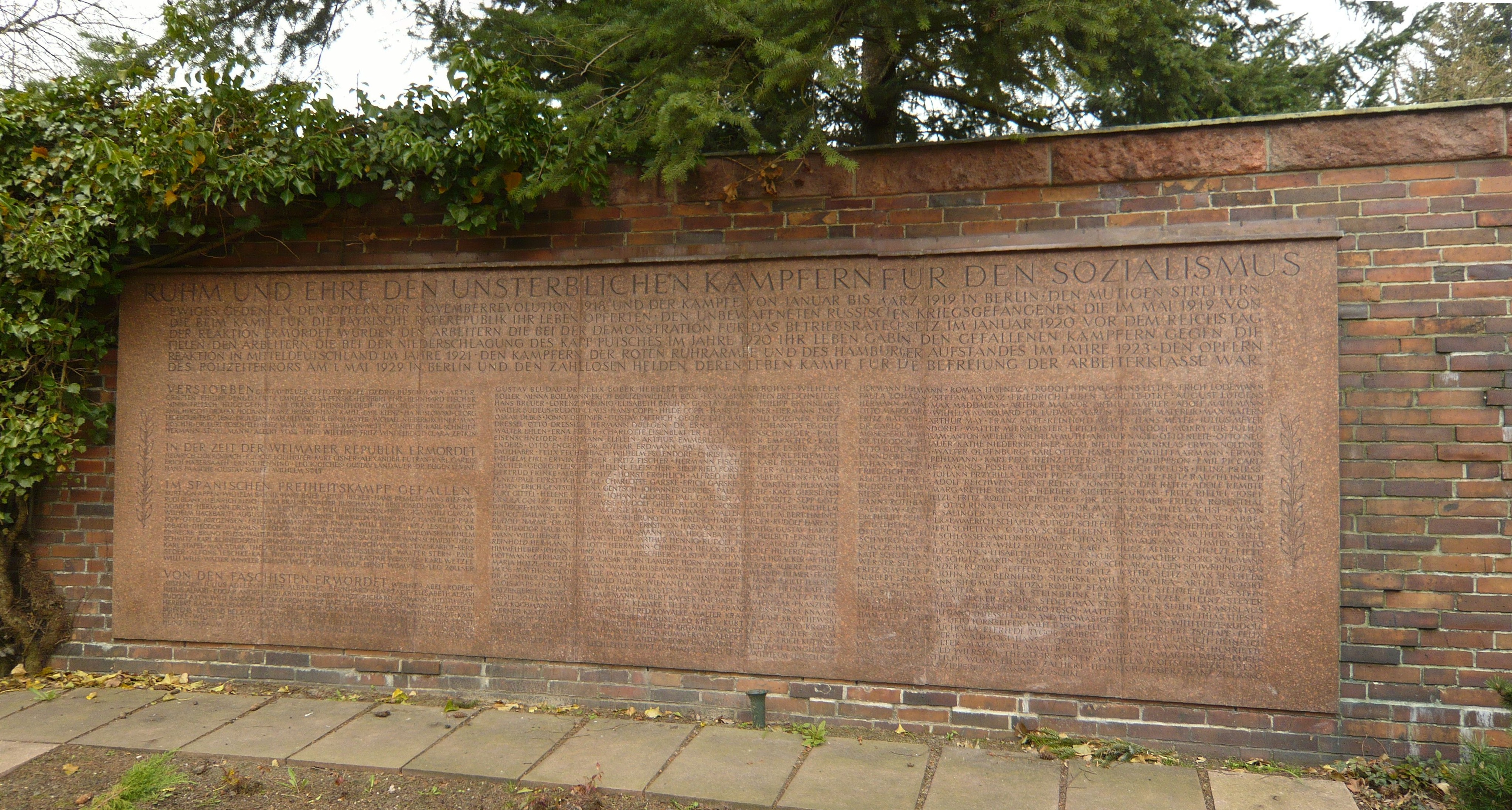
Стена Мемориала социалистов. Имя Пауля Айзеншнайдера во второй колонке слева, седьмая-восьмая строка.

Имя Пауля Айзеншнайдера увековечено на стене Мемориала социалистов на Центральном кладбище Фридрихсфельде в Берлине, рядом с именем дочери.
В Дранске на острове Рюген есть улица имени Пауля Айзеншнайдера.
Его именем были названы два ракетных катера ВМС ГДР:
- «Пауль Айзеншнайдер» № 713 (1964-1981; Проект 205, по классификации НАТО — класс «Оса»);
- «Пауль Айзеншнайдер» № 574 (1984-1990; Проект 1241, по классификации НАТО — класс «Тарантул»).